# トライアンフ (ガイアナ)
トライアンフ（英語: Triumph）は、ガイアナのデメララ＝マハイカ州の州都。同国北部、大西洋沿岸部に位置する。人口は3,788人（2012年国勢調査）。西隣のBeterverwagtingとは歴史的な関わりが深く、Beterverwagting（BV）と合同でBeterverwagting/Triumph NDC（近隣地区議会）を形成する。人口の60パーセントをインド系が占める。
1842年、John Clarkeが所有していたプランテーションをランバート・クリスチャン（Lambert Christian）が購入した。クリスチャンはプレザンス・プロフィット（Plaisance Profitt）と名付けようとしたが、既に数マイル西の土地に名前が使われていたため、やむなくトライアンフと名付けた。その後クリスチャンは財政難に陥り、トライアンフを4万8000ドルで売りに出した。Beterverwagtingの人々はすぐに2万ドルを集金し、後で2万8000ドルを支払う分割払いで購入を試みたが、植民地政府が一括で購入したことで失敗した。Beterverwagtingの人々は地元の新聞社と協力して政府の介入に抗議し訴訟に持ち込んだが、解決することはなく風化していった。
2006年9月2日、同州の州都パラダイスにあった州庁舎が火災で焼失した後、州政府はトライアンフに新たな州庁舎を建設する決定を下した。この決定に対して人民民族会議の議員を中心に反対の声が上がり、同年11月に州議会はパラダイスでの再建を賛成16反対12で可決したが、2009年11月26日に州庁舎はトライアンフに移転した。その後、電話回線が開通した。
トライアンフにはリパブリック・バンクの支店がある。